# Upravljanje znanja
Upravljanje znanja (ang. knowledge management) je proces zajemanja, razvoja, izmenjave in učinkovite uporabe organizacijskega znanja. To se nanaša na večnamenski pristop k doseganju organizacijskih ciljev z najboljšo uporabo znanja.
Malhorta (2000) predlaga definicijo: »upravljanje znanja omogoča bistvene rezultate prilagajanja organizacije, preživetje in konkurenčnost v naraščajočih nepovezanih spremembah okolja. Bistveno pa je, da uteleša organizacijske procese, ki iščejo sinergijo podatkov in kapacitet obdelave podatkov, ki jo omogočajo informacijske tehnologije z ustvarjalnostjo in inovativnostjo posameznikov.« 
Vzpostavljena disciplina od leta 1991 (glej Nonaka 1991) vključuje prakse s področja poslovne administracije, informacijskih sistemov, upravljanja in informacijskih znanosti. Nedavno so k razvoju znanosti upravljanja znanja začela prispevati tudi druga področja, vključno z informatiko, mediji, računalništvom, javnim zdravjem in javna politika. Prav tako nekatere univerze ponujajo namenske magistrske programe iz upravljanja znanja.
Mnoga večja podjetja, javne ustanove in neprofitne organizacije del sredstev namenijo za razvoj upravljanja znanja, pogosto kot del svoje poslovne in  informacijske strategije ali oddelka  za upravljanje s človeškimi viri. Takšnim organizacijam nekatera podjetja ponujajo svetovanja o strategijah in nasvetih v zvezi z upravljanjem znanja.
Znanost upravljanja znanja se navadno osredotoča na organizacijske cilje, kot so izboljšati produktivnost, konkurenčno prednost, inovacije, deljenje pridobljenih izkušenj, povezovanje in stalno izboljševanje organizacije. Upravljanje znanja se prekriva z organizacijskim učenjem, vendar je upravljanje znanja bolj strateško sredstvo in daje poudarek na spodbujanju izmenjave znanja. To pa je dejavnik, ki omogoča organizacijsko učenje.

## Zgodovina
Upravljanje znanja si že dolgo prizadeva, da bi vključila diskusijo ob delu, formalno pripravništvo, razpravljalne forume, strokovne knjižnice, profesionalno usposabljanje in mentorske programe. S povečano uporabo računalnikov v drugi polovici 20. stoletja, so se pojavile različne specifične posodobitve tehnologij kot so baze znanje, specializirani sistemi,  zbirke znanja, sistemi za pomoč pri odločanju, intraneti in računalniška podpora pri delu.
Leta 1999, se je uveljavil izraz upravljanje osebnega znanja, ki se nanaša na upravljanjem znanja na individualni ravni.
Prvi znaki o pomembnosti upravljanja znanja so se pojavili v podjetništvu bolj konkretno na področjih načrtovanja, procesov in meritev. Ključnega pomena sta  bili spoznanji, ki vključujeta ljudi in kulturne norme, ki vplivajo na njihovo vedenje. Ti spoznanji sta najpomembnejši za uspešno ustvarjanje, širjenje in uporabljanje znanja. Kognitivni, socialni in organizacijski učni proces so ključni za uspešno strategijo upravljanja znanja. Merjenja, benčmarking in motivacija so bistvenega pomena za pospešitev učnega procesa in kulturnega napredka. Krajše, upravljanje znanja lahko doprinese presenetljive izboljšave  posamezniku in organizacijam, če je namensko, konkretno in praktično naravnano.

## Raziskave
Upravljanje znanja se je pojavilo v začetku 90-ih let.

Obstaja širok razpon različnih disciplin upravljanja znanja, razlikujejo se glede na avtorja in poučevanje. Bolj kot disciplina zori, več je akademskih razprav glede na teorijo in prakso upravljanja znanja, ki vključujejo naslednje vidike:
- Centralno-tehnični s poudarkom na tehnologiji, tisti ki izboljša ustvarjanje in izmenjavo znanja.[16][17]
- Organizacijski s poudarkom na izboljšanju organizacijskih procesov.[7]
- Ekološki s poudarkom na interakciji z ljudmi, identiteti, znanju in okoljskih dejavnikih, ki delujejo kot kompleksen a prilagodljiv sistem, ki je soroden naravnem ekosistemu.[18][19]

### Motivatorji
Obstajajo številne trditve, pri motivacijsko usmerjenih organizacijah, katere so implementirale upravljanje znanja. Tipične prednosti za vpeljavo upravljanja znanja so:

- povečanje baze znanja za razvoj in zagotavljanje izdelkov in storitev,
- doseganje krajših razvojnih časov novih izdelkov,
- lažje upravljanje inovacij in organizacijskih znanj,
- boljše izkoriščanje strokovnega znanje ljudi v organizaciji,
- povečanje povezljivosti med internim in eksternim okoljem,
- boljše upravljanje poslovnega okolja in omogočanje zaposlenim, da pridobijo vpogled in ideje, ki se nanašajo na njihovo delo,
- reševanje kompleksnejših problemov,
- upravljanje intelektualnega kapitala in pridobitev z zaposlenimi (kot so strokovna znanja in izkušnje, ki jih posedujejo posamezniki in so shranjena v repozitorijih).